# 三条公教
三条 公教（さんじょう きみのり/きんのり）は、平安時代後期の公卿。太政大臣・三条実行の子。官位は正二位・内大臣。

## 経歴
母方の祖父・藤原顕季の引き立てで13歳で鳥羽天皇の侍従となった公教は、天皇が寵愛する従兄弟の美福門院（顕季の孫娘）との関係を利用し、31歳で参議として公卿に列した。譲位して院政を開始した鳥羽法皇も公教の質実で勤勉な態度を高く評価して院庁の執事別当として裁判・行政の中枢を任せた。
久寿2年（1155年）、美福門院所生の近衛天皇が急死すると、権大納言であった公教は鳥羽法皇・関白藤原忠通らごく数人と秘密裏に会議を開き、近衛天皇の異母兄雅仁親王（後白河天皇）の即位を決定した。翌年鳥羽法皇の崩御直後に保元の乱が起こると、公教は忠通・信西と共に後白河天皇の傍に近侍した。乱で天皇方が勝利すると、延期されていた鳥羽法皇の葬儀を執り行い、また信西の勧める記録所復興に賛同してその長官に就任した。これらの功績が評価されて保元2年（1157年）に内大臣（前年任ぜられた左大将を兼務）に就任している。
平治元年12月（1159年1月）に勃発した平治の乱においては、一旦は政局を手におさめた藤原信頼に気づかれないように二条天皇を内裏から脱出させて平清盛がいる六波羅に御幸させる工作を行った（『愚管抄』）。これが信頼失脚と藤原経宗らの天皇親政派の勝利を決定づけた。
だが、その翌年に58歳で父・実行よりも先に急逝した。死因は、『公卿補任』では赤痢とされる。

## 官歴
『公卿補任』による。
- 嘉承2年（1107年） 11月29日：叙爵（従五位下）
- 永久3年（1115年） 12月16日：侍従
- 永久5年（1117年） 12月3日：昇殿
- 永久6年（1118年） 正月7日：従五位上（簡一）
- 元永2年（1119年） 正月24日：讃岐権介
- 保安2年（1121年） 4月5日：右近衛少将。6月26日：五位蔵人
- 保安3年（1122年） 正月23日：備前権介
- 保安4年（1123年） 正月28日：五位蔵人（受禅日）
- 保安5年（1124年） 正月7日：正五位下（府）
- 天治3年（1126年） 正月7日：従四位下（府）。正月8日：還昇
- 大治2年（1127年） 正月19日：美作介
- 大治4年（1129年） 正月20日：従四位上（御幸院賞、新院御給）
- 大治5年（1130年） 4月3日：左近衛中将
- 大治6年（1131年） 正月5日：正四位下（女院御給）。12月22日：蔵人頭
- 天承2年（1132年） 正月23日：兼備中権介
- 長承2年（1133年） 正月29日：参議、中将如元
- 長承3年（1134年） 2月22日：兼伊予権守
- 長承4年（1135年） 正月2日：従三位
- 保延2年（1136年） 11月4日：権中納言
- 保延3年（1137年） 12月19日：兼左兵衛督
- 保延6年（1140年） 12月7日：検非違使別当
- 保延7年（1141年） 1月29日：転左衛門督。12月26日：正三位（御即位、納言労）
- 康治元年（1142年） 12月1日：従二位（行幸行事賞）
- 天養2年（1145年） 正月4日：正二位（朝観行幸、院分別当）
- 久安3年（1147年） 12月7日：辞検非違使別当
- 久安5年（1149年） 7月28日：転中納言、左衛門督如元
- 久安6年（1150年） 8月21日：権大納言
- 保元元年（1156年） 3月4日：左近衛大将（内大臣譲）。10月27日：中宮大夫（立后）
- 保元2年（1157年） 8月19日：内大臣
- 永暦元年（1160年） 7月7日：辞左近衛大将（所労）。7月9日：薨去

## 系譜
- 父：三条実行
- 母：藤原顕季の娘
- 妻：藤原憲方の娘
- 妻：藤原国隆[1]の娘 - 皇后宮御匣

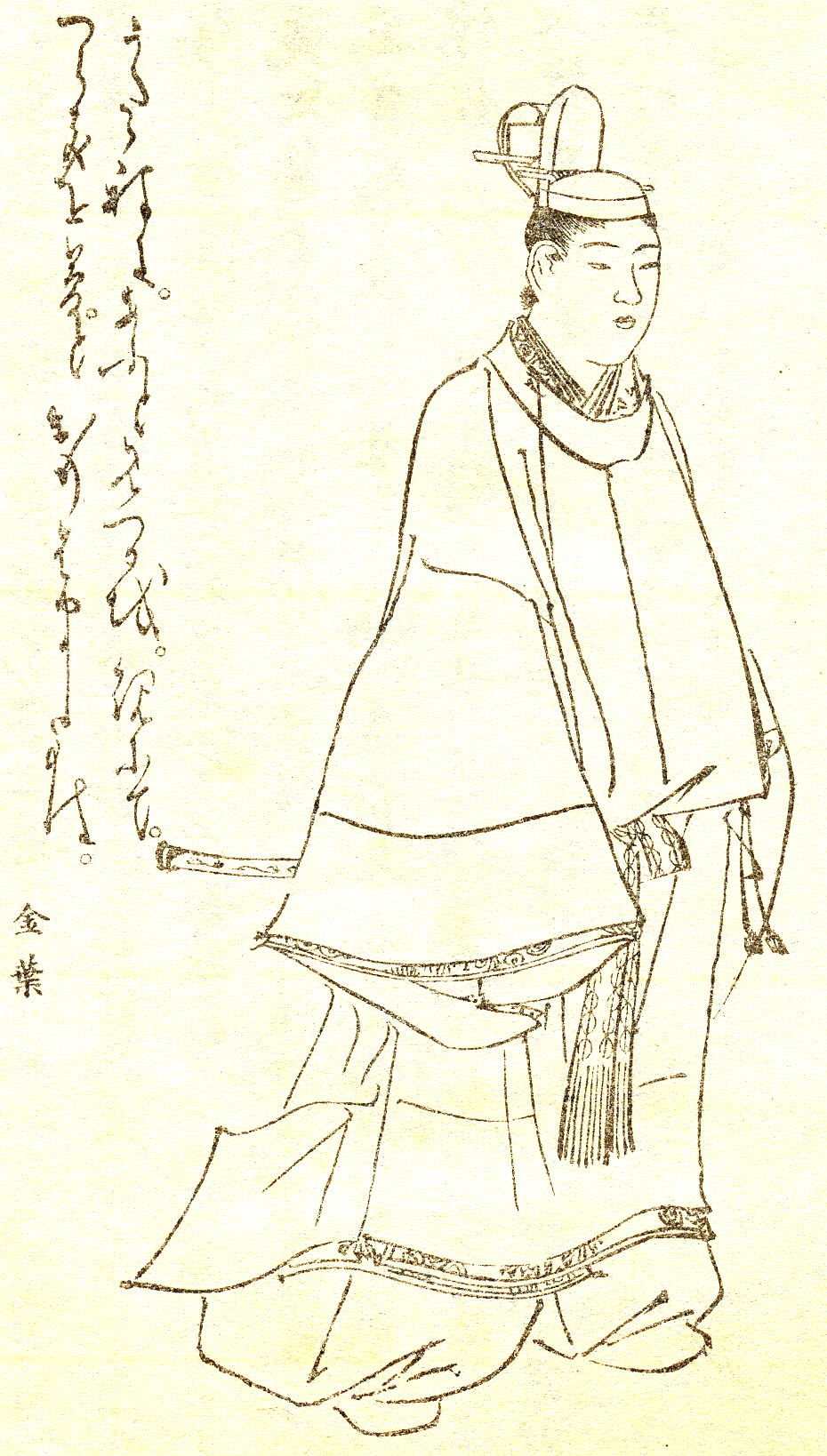
三条公教 / 菊池容斎画『前賢故実』より

- 妻：昭月 - または照月。僧林覚の娘、花園左大臣家家女房
  - 長男：三条実綱（1128年?[2]-1180年）
- 妻：家女房半物阿古
  - 次男：滋野井実国[3]（1140年-1183年） - 滋野井家祖
- 妻：藤原清隆の娘
  - 三男：三条実房（1147年-1225年）
  - 女子：三条琮子（1145年-1231年） - 後白河天皇女御
- 生母不明の子女
  - 男子：実円
  - 男子：公祐
  - 女子：松殿基房正室
  - 女子：松殿基房室
  - 女子：藤原俊憲室